# Biblia pauperum

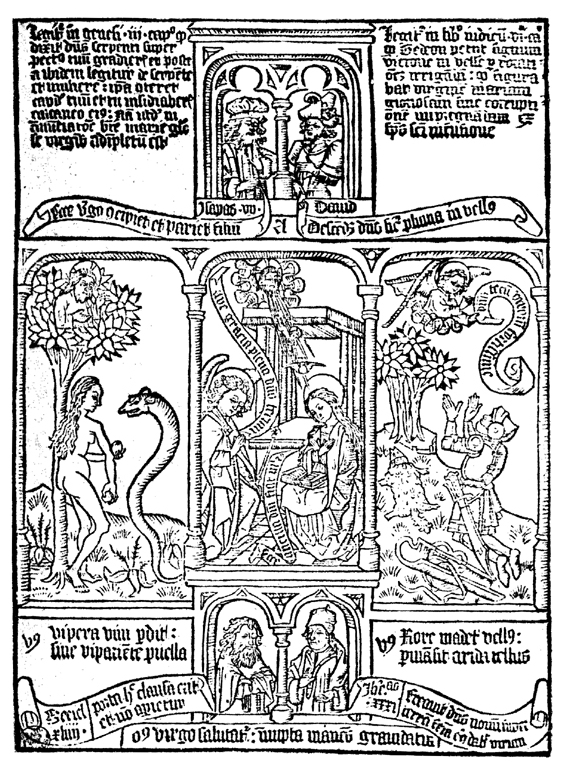
Tres episodis que il·lustren les correspondències tipològiques de la Biblia Pauperum entre l'Antic i el Nou Testament: Eva i la serp, l'Anunciació i el miracle de Gedeó.

La Biblia pauperum -expressió en llatí que significa «Bíblia dels pobres») és una col·lecció d'imatges que afronten escenes de la vida de Crist amb les corresponents paral·leles a les de la història antiga d'Israel -Antic Testament i Profetes-, que segons la tradició cristiana són anticipacions de la vida de Jesús.
Com Bíblia amb imatges es va desenvolupar amb força a la fi de l'edat mitjana. Cercava representar la Bíblia visualment, però de forma diferent a una simple il·lustració, on en lloc de que les imatges estiguin subordinades al text, aquí és al revés, les imatges tenen un breu text o no el tenen en absolut. Les paraules parlades pels personatges en les miniatures surten escrites en rotlles de pergamins que semblen sortir de les seves boques, com si es tractés d'una historieta moderna.
Aquesta forma és una simplificació de les «Bíblies moralitzants», que es poden considerar similars, però amb més text. Com aquestes, les Bíblies pauperum van estar escrites en la llengua vernacla, en lloc del llatí.

## Estructura de la Biblia pauperum
La sèrie en general consta de quaranta o cinquanta pàgines i cada pàgina es divideix en nou seccions. Les quatre cantonades contenen textos explicatius, mentre que la imatge central representa una escena de la vida de Jesús, en ordre cronològic. Amunt i avall es mostren imatges de profetes i en cada costat es presenten escenes de l'Antic Testament. Es mostra el paral·lelisme entre els esdeveniments succeïts en l'Antic i el Nou Testament segons la tradició comuna de l'església cristiana reconeixent tipologia i personatges, segons ensenya la litúrgia i els Pares de l'Església.
Per això de vegades a la Bibliae pauperum s'anomena Figuræ typicæ Veteris Testamenti atque antitypicæ Novi Testamenti on imatge «typos» de l'Antic Testament és una anticipació del «antitypos» del Nou o també la Història de Crist en imatges.

## Evolució històrica
La invenció de les imatges d'aquests llibres s'atribueix a sant Òscar, bisbe de Bremen, tal com s'indica en una nota a peu de pàgina d'una còpia d'Hannover. En la Catedral de Bremen existeixen restes d'aquesta còpia.
El nom de Biblia pauperum no apareix originàriament. S'agrega posteriorment a un manuscrit en la biblioteca de Wolfenbüttel (Alemanya) en la dècada de 1930, on va ser catalogada i així es va convertir en el seu nom comú. El motiu pel qual es va anomenar així no és clar, potser perquè era la Bíblia dels pobres, és a dir, aquells que no havien rebut educació i al no saber llegir, tenien la possibilitat d'aprendre a través de les imatges.
Altres hipòtesi afirmen que prové d'«econòmica»: si antigament els manuscrits eren el medi de coneixement de la majoria de la gent, quan es va introduir la tècnica de plaques d'impressió d'imatges, els llibres d'imatges van ser els primers que es van imprimir i van tenir una gran difusió. No existeix informació precisa sobre les raons per les que aquests llibres es van distribuir, probablement per a l'educació religiosa o potser per servir de model als artistes. En qualsevol cas, han exercit una gran influència en la difusió del coneixement dels misteris de la fe, en els predicadors i els artistes. A Hirschau (Baviera) tota la sèrie d'imatges es reprodueix en vidrieres.
Solament es conserven uns pocs exemplars escrits a mà de la Biblia pauperum que procedeixen de l'escola de Jan van Eyck.
La xilografia va aparèixer a començaments del segle xv, i Sotheby comptabilitza set edicions amb aquesta tècnica d'impressió amb planxa de fusta. Solament s'imprimeix per una cara del paper i després s'enganxen cada dos fulls per formar el llibre. Cinc exemplars es troben a la Biblioteca Nacional de França a París: quatre tenen quaranta plaques amb una d'elles acolorida a mà i la cinquena té cinquanta plaques.
La primera edició de tipus mòbils va ser impresa per Pfister a Bamberg el 1462. Les edicions anteriors van ser escrites en llatí, però més tard es van imprimir en llengües vernacles. Es va publicar una edició en alemany (Armenbibel) el 1470. L'any 1503 a París, A. Vérard va publicar Les Figures du Viel Testament et du Nouveau.
Hi havia al voltant de divuit edicions incunables de la Biblia pauperum, que no van ser destinades a ésser adquirides pels pobres -alguns manuscrits eren ostentosos i cars-. Malgrat tot, les versions en tipus mòbils eren molt més barates i probablement assequibles pels rectors. Les versions més senzilles que van ser utilitzades probablement pel clericat els serviria per ajudar-los a ensenyar als que no sabien llegir, és a dir, a la major part de la població.
Un manuscrit il·luminat del segle xv conegut com la «Bíblia d'or» es troba en la Biblioteca Britànica. Conté cinquanta pàgines i cada una de les imatges centrals d'un esdeveniment dels Evangelis és acompanyada per dos de l'Antic Testament, lleugerament de mida més petita, que prefiguren el central, d'acord amb les creences tipològiques dels teòlegs medievals. Per exemple, l'escena de Longí, que està penjat com Jesús en la creu, està acompanyada per Eva al costat d'Adam per un costat i Moisès copejant la roca perquè flueixi l'aigua en abundància, per l'altre.
Aquesta Bíblia va competir amb el Speculum Humanae Salvationis («Mirall de la salvació humana»), una altra popular recopilació de vincles tipològics, amb força més text que la Biblia pauperum. Els programes iconogràfics d'aquests llibres els comparteixen moltes altres formes d'art medieval, com el de les vitrall|vitralls i les escultures de temes bíblics. Ja que els llibres són més manejables i accessibles, poden haver estat molt importants per a la transmissió dels nous desenvolupaments en les representacions dels fets. Així, escenes com l'anunciació als pastors es pot contemplar en forma similar en diferents dates, art i països.
En algunes edicions impreses, el disseny original de la imatge i el text s'han modificat. En la segona meitat del segle xv aquests llibres eren molt populars. Malgrat tot, amb la millora dels mètodes d'impressió es va fer possible la publicació de la totalitat del text de la Bíblia, enriquit amb il·lustracions, pel que la Biblia pauperum va anar caient en desús fins a la seva desaparició.
Existeixen diverses reproduccions en facsímil amb introduccions històriques i bibliogràfiques com les de Berjeau (1859); Camesina i Heider (Viena, 1863), Unwin (Londres, 1884), amb una introducció d'Stanley Dean; Einsle (Viena, 1890); Laib i Schwarz (1892) i P. Heitz (1902).

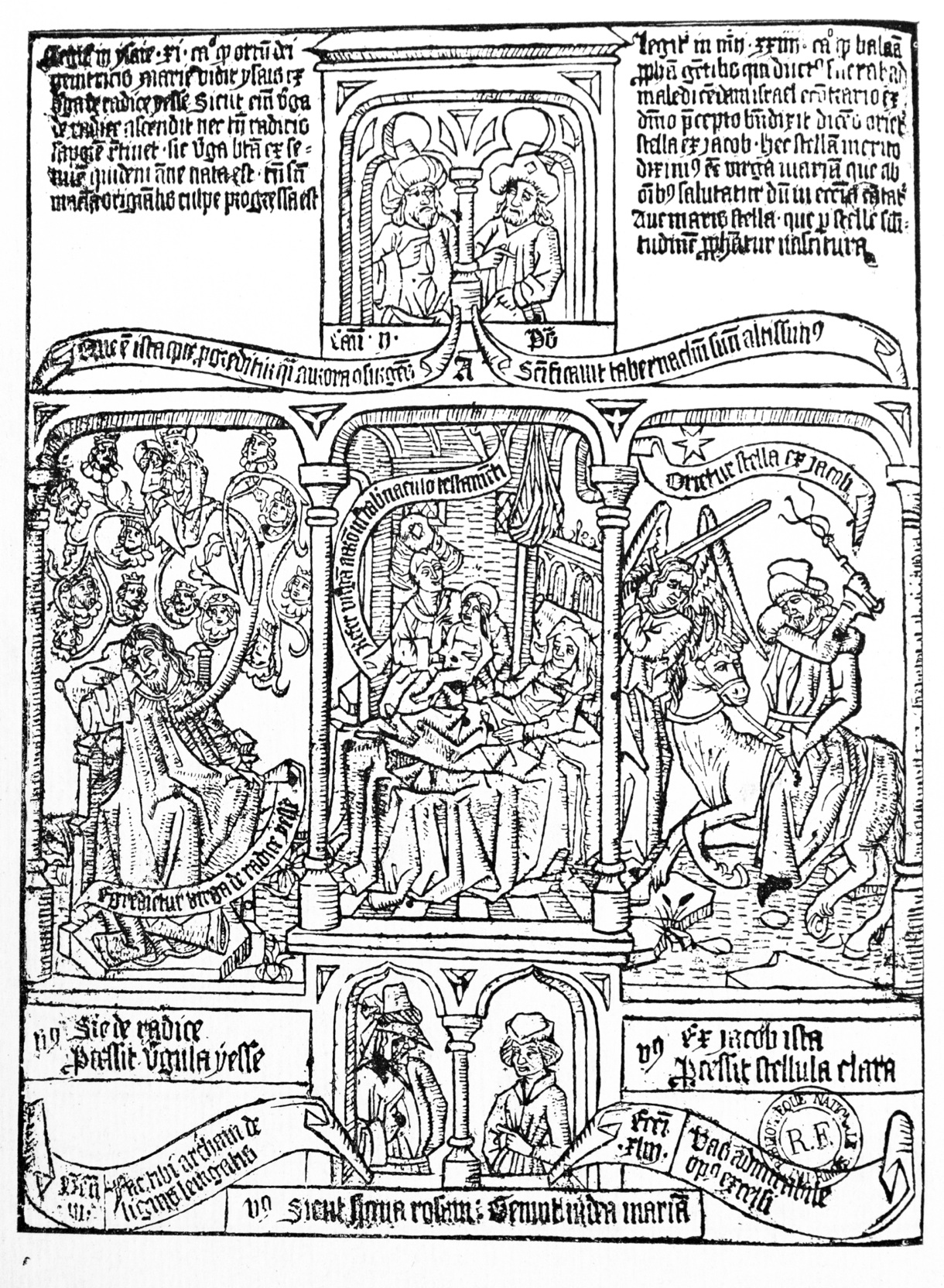
Bíblia de la Biblioteca Nacional de França
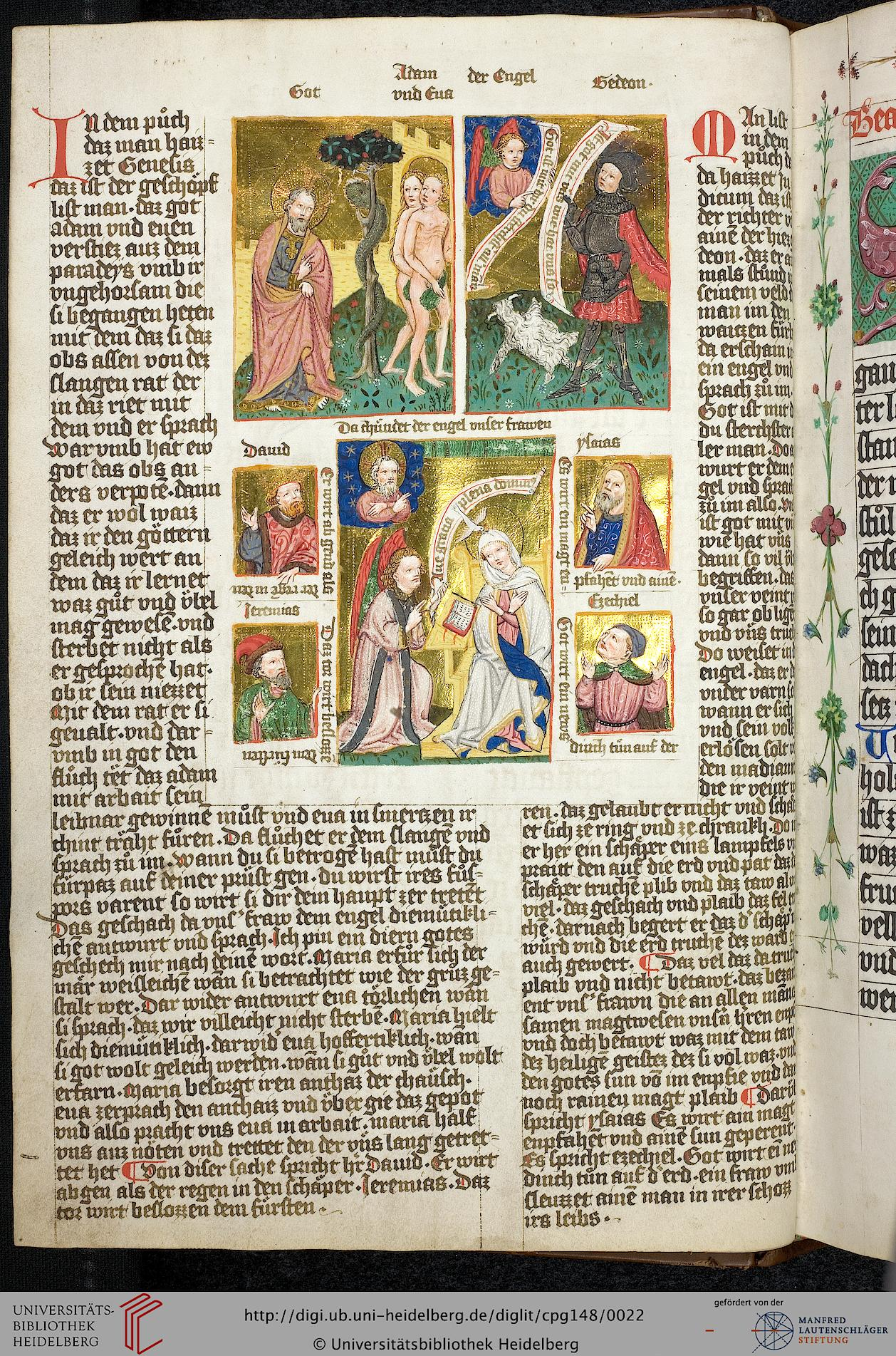
Bíblia d'Heidelberg
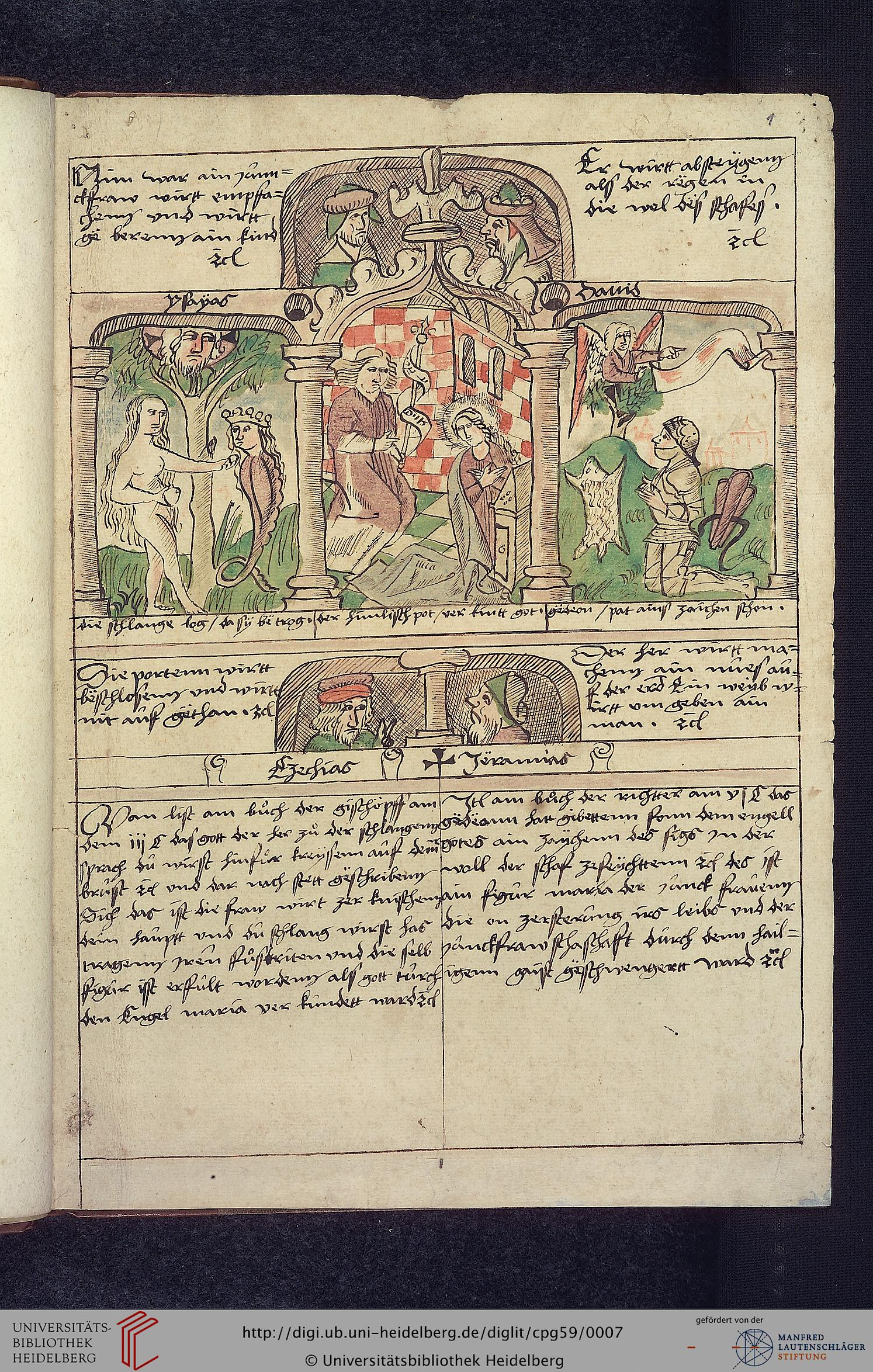
Bíblia d'Heidelberg
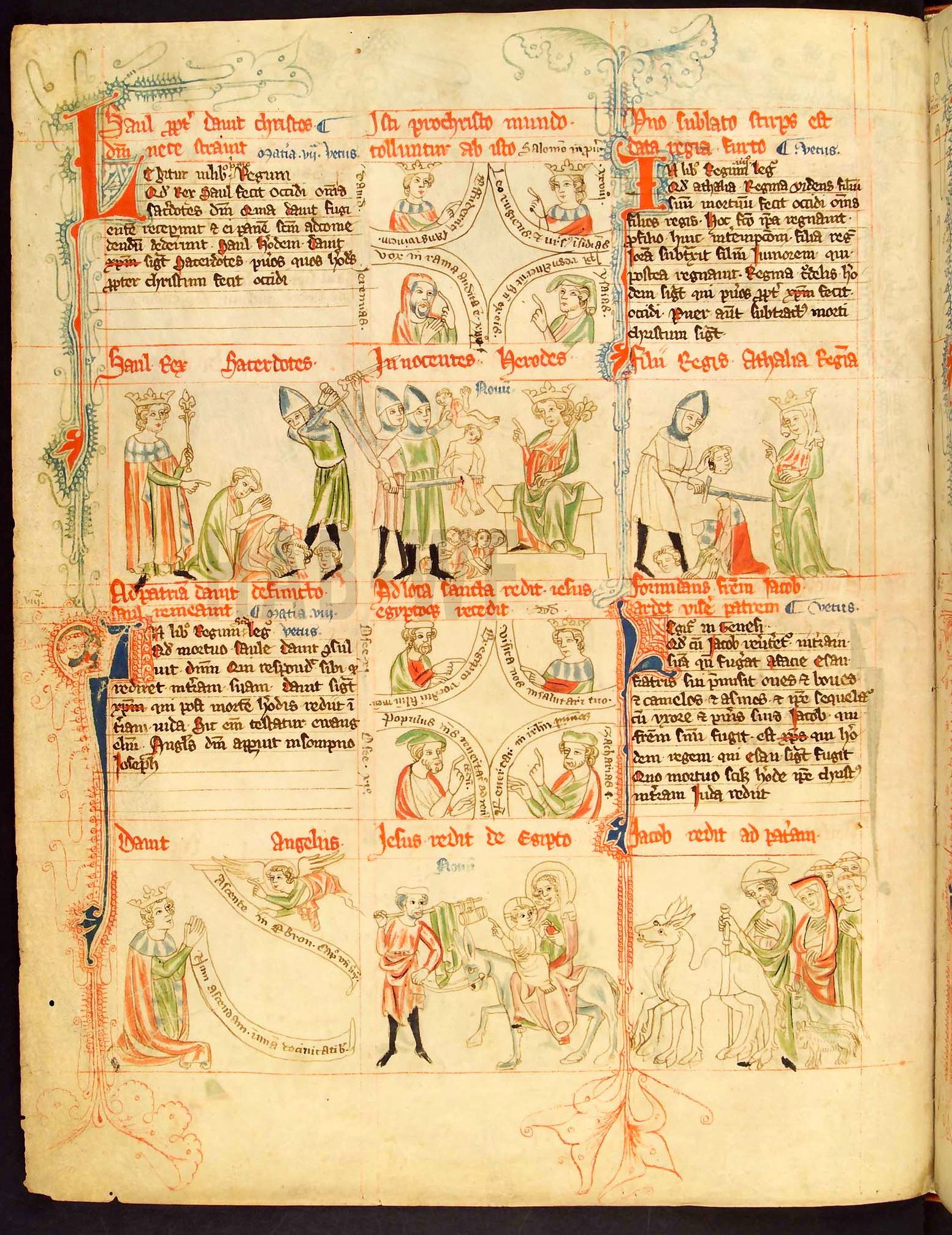
Bíblia de Wolfenbüttel

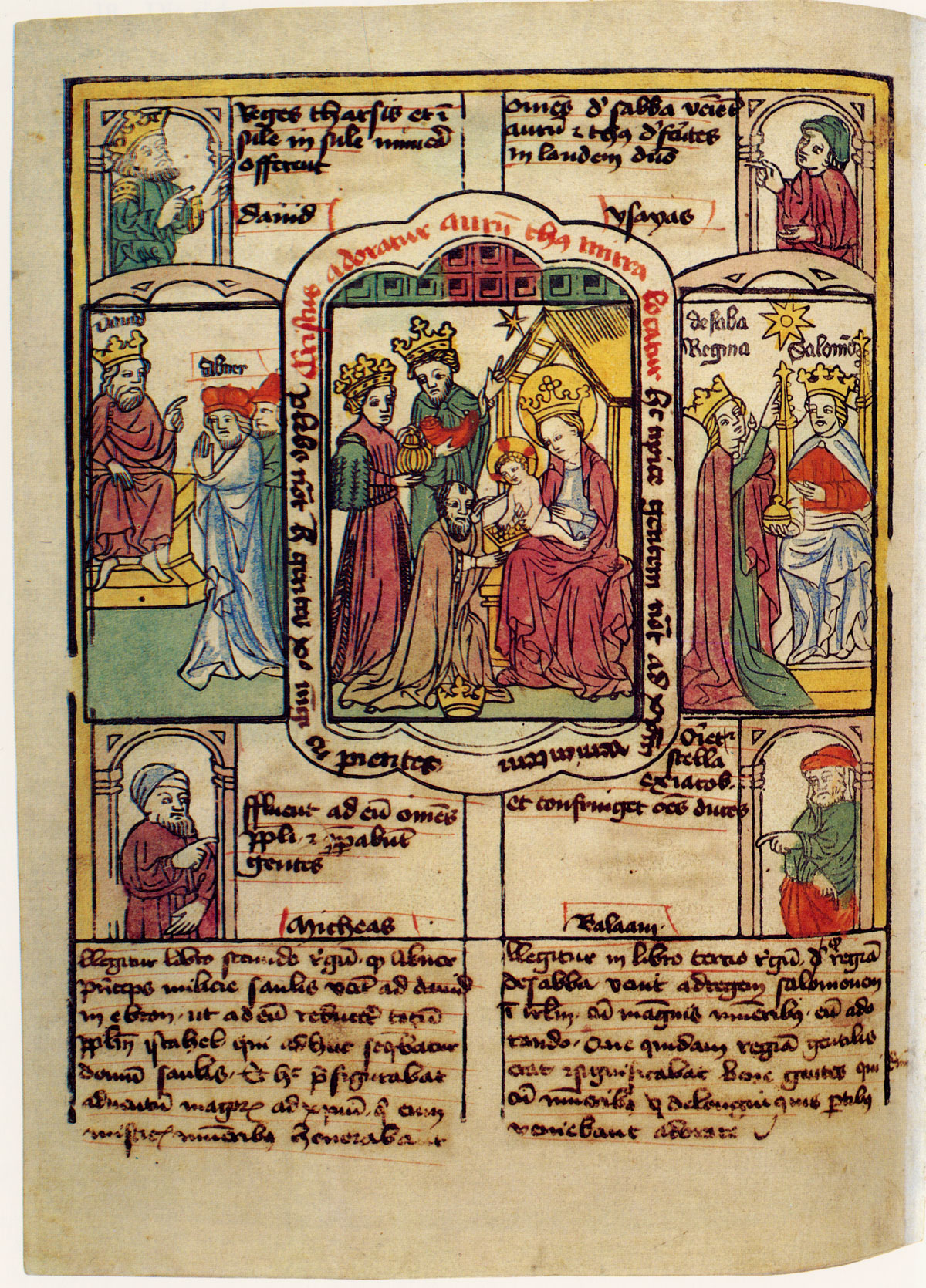
Bíblia de Bilderkatechismus
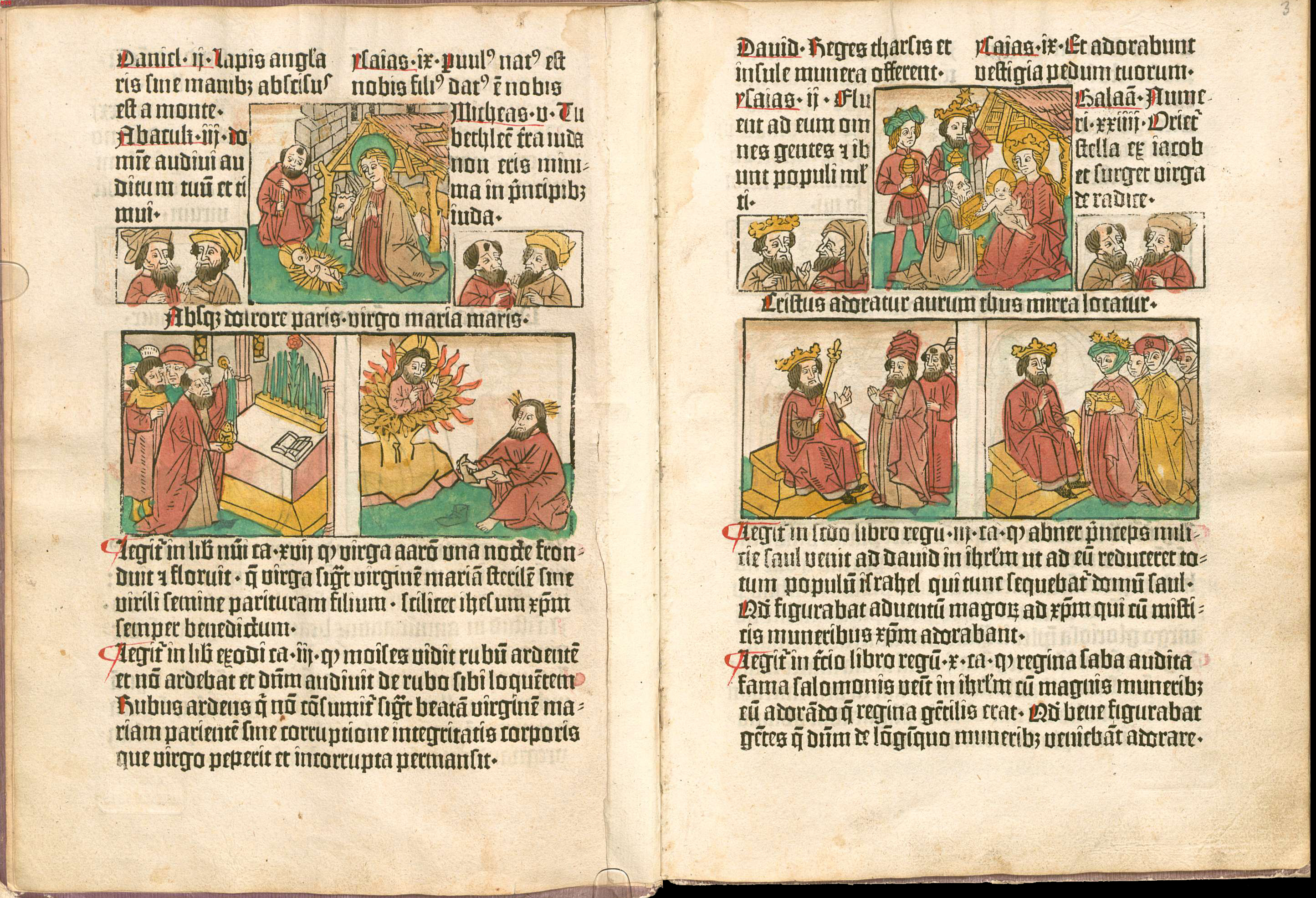
Bíblia de Pfister
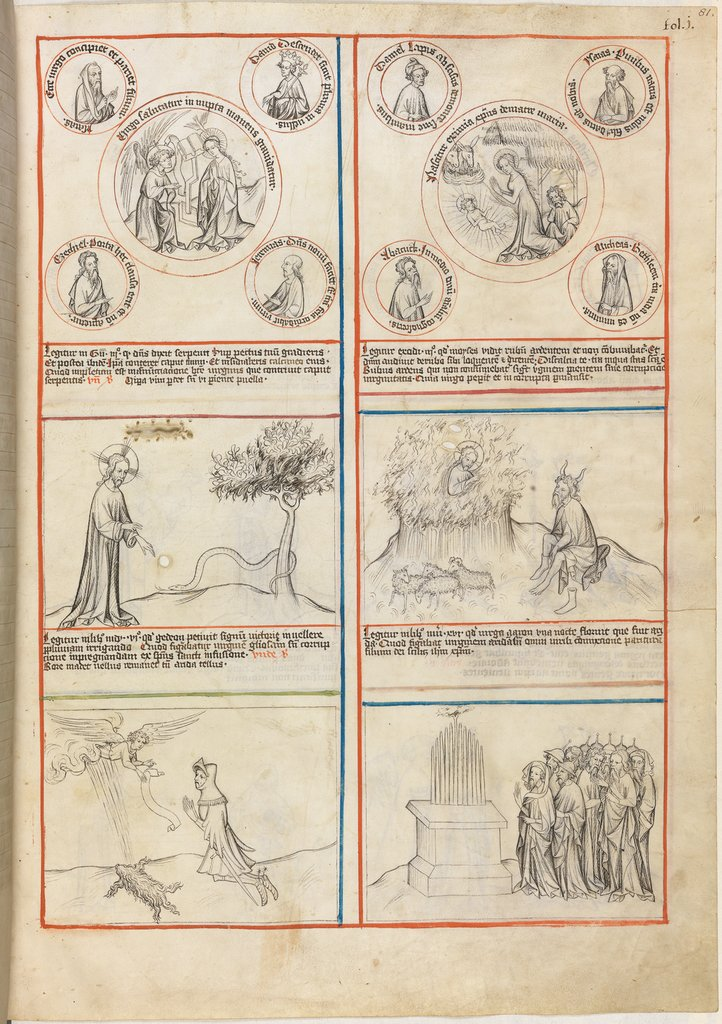
Bíblia de Metten, foli 165

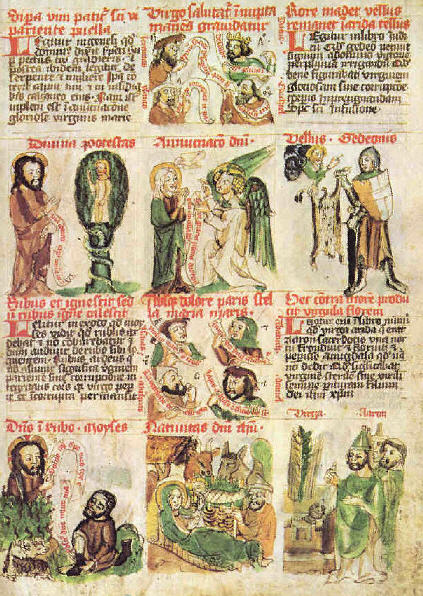
Bíblia de Salzbourg
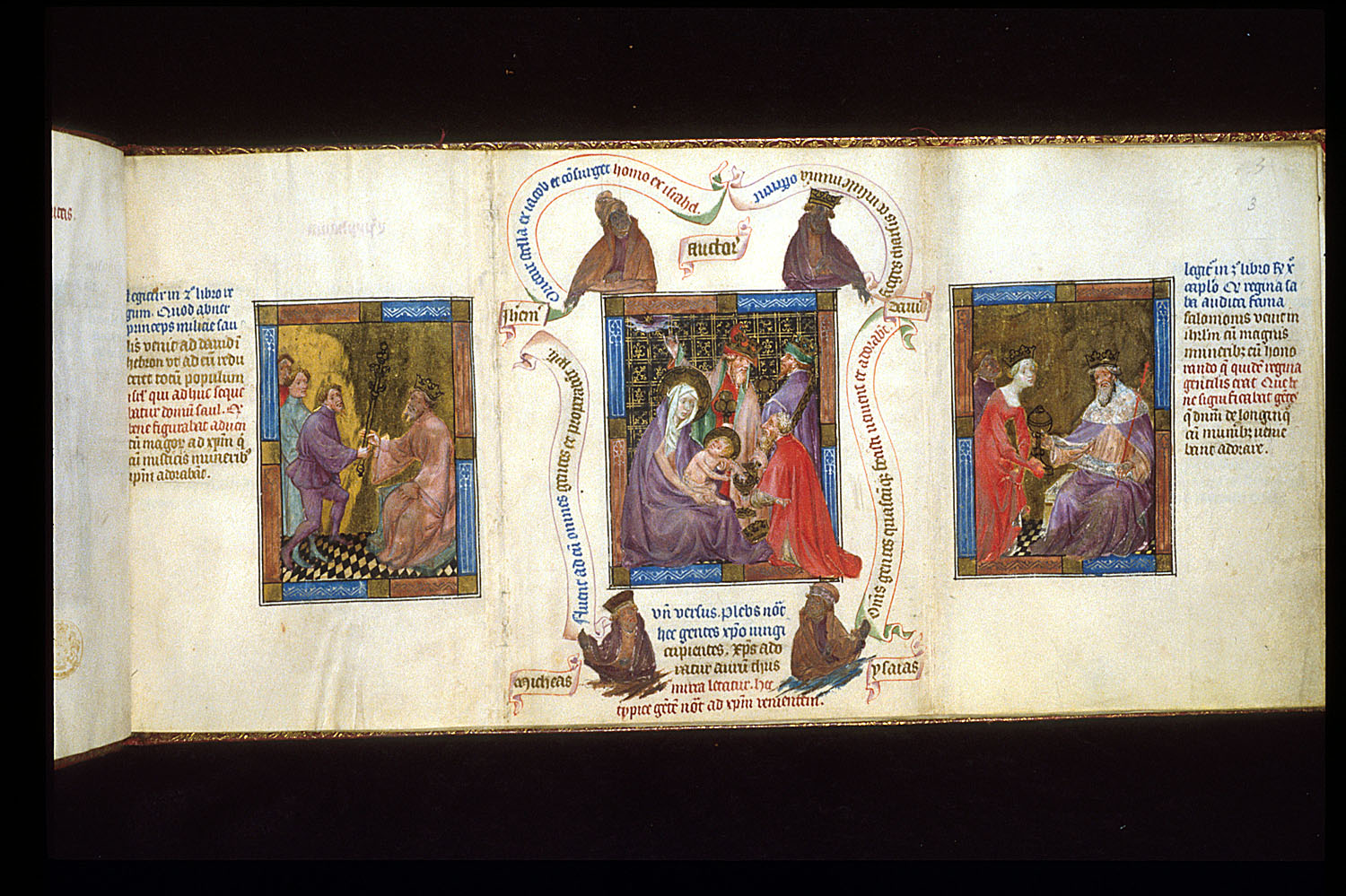
Bíblia de la Biblioteca Britànica
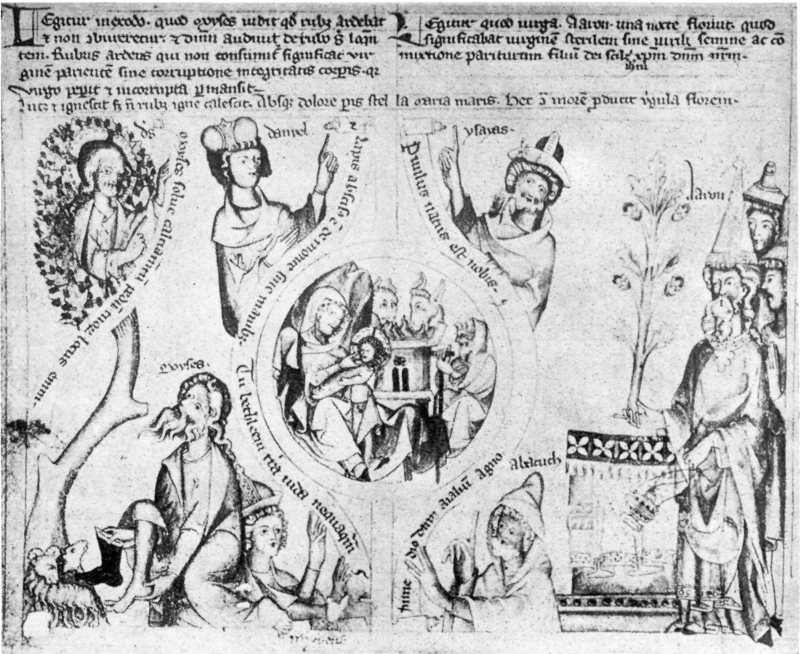
Bíblia nomenada de Viena

## Extensió del terme
L'expressió Biblia pauperum també s'utilitza per descriure la iconografia d'una església, especialment quan les pintures i els frescs són molt nombrosos i estan organitzats en una sèrie cronològica per il·lustrar els episodis de la història de Jesús, Maria, els sants, o algun episodi de la Bíblia. Així, qualsevol persona, també els més pobres i més ignorants, podrien tenir coneixement de la història de la salvació.